# Hsüan Keng
Hsüan Keng ( 1923 - 2009) fue un botánico chino, especializado entre otras de la familia Theaceae en sus géneros Gordonia, y Pyrenaria. Sus colecciones se conservan en el herbario del Jardín botánico de Nanking 

## Obras
- 1998. The Concise Flora of Singapore: Monocotyledons. Vol. 2. Con See Chung Chin, H. T. W. Tan. Ilustró Ro-Siu Ling Keng. Ed. ilustrada de NUS Press, 215 pp. ISBN 9971692074 en línea

- 1993. Orders and Families of Seed Plants of China. Con De-Yuan Hong, Chia-Jui Chen. Ed. World Scientific, 444 pp. ISBN 9810214812

- 1992. An illustrated dictionary of Chinese medicinal herbs. Con Yeow Chin Wee. Ed. ilustrada, reimpresa de CRCS Publ. 184 pp. ISBN 0916360539

- 1978. Orders and Families of Malayan Seed Plants: Synopsis of Orders and Families of Malayan Gymnosperms, Dicotyledons, and Monocotyledons. Ilustró Ro-Siu Ling Keng. Ed. revisada, ilustrada de NUS Press, 437 pp. ISBN 0821405055 en línea

- La abreviatura «H.Keng» se emplea para indicar a Hsüan Keng como autoridad en la descripción y clasificación científica de los vegetales.[1]